# Felicia Impastato
Felicia Bartolotta, vedova Impastato (Cinisi, 24 maggio 1916 – Cinisi, 7 dicembre 2004), è stata un'attivista italiana, nota per essere stata la madre di Peppino Impastato e per il suo costante impegno al fine di far incriminare i responsabili della morte del figlio.

## Biografia
Felicia Bartolotta nacque a Cinisi il 24 maggio 1916 da una famiglia di agricoltori di agrumi e olivi. Suo padre, Giovanni, era impiegato al comune di Cinisi, mentre sua madre, Girolama Ruffino, era casalinga. Era la primogenita di tre figli, aveva un fratello e una sorella più piccoli. Frequentò la scuola fino alla quarta elementare. Da giovane venne promessa sposa ad un uomo che non amava, ma nel giorno in cui si sarebbe dovuta sposare scappò di casa e andò a rifugiarsi dal fratello. Quando il padre la raggiunse per riportarla a casa dichiarò che non voleva più sposarsi e che non dovevano permettersi di trascinarla con la forza all'altare. Nel 1947 si sposò con Luigi Impastato, piccolo allevatore legato a Cosa nostra, che durante il fascismo era stato inviato per tre anni al confino per mafia ed era anche cognato del capomafia di Cinisi Cesare Manzella. 
Dal matrimonio, che Felicia aveva tentato di evitare quando aveva saputo dell'appartenenza mafiosa di Luigi, nacquero tre figli: nel 1948 Giuseppe detto "Peppino", nel 1949 Giovanni, morto di meningite il 9 giugno  1952 a soli 3 anni, e nel 1953 il terzo figlio, chiamato anch'esso Giovanni. 
Il matrimonio fu burrascoso; nel 1963 Cesare Manzella morì in un attentato, evento che diede inizio alla lotta contro la mafia del figlio Peppino, il quale fondò una radio libera, Radio Aut, che utilizzò per attaccare i mafiosi, ed iniziò a litigare sempre più frequentemente e violentemente con il padre: Luigi Impastato non aveva la forza di rompere i propri legami con l'ambiente malavitoso, ma allo stesso tempo non riusciva ad accettare il fatto che Peppino, a causa della sua attività anti-mafia, rischiasse di venire ucciso per volere di Gaetano Badalamenti, successore di Cesare Manzella come capomafia locale. Felicia a sua volta era molto preoccupata, ma allo stesso tempo sapeva che, finché il marito Luigi era in vita, Badalamenti non avrebbe mai osato fare del male a Peppino, in quanto figlio di un suo amico. 
Nel 1977 Luigi morì in un presunto incidente e Felicia si preoccupò ancora di più per la situazione di Peppino, avvertendolo del grosso rischio che correva senza più il padre a proteggerlo da "don Tano". Nella notte del 9 maggio 1978 Peppino, che nel frattempo si era candidato alle elezioni comunali nelle liste di Democrazia Proletaria, venne assassinato dai mafiosi, i quali adagiarono il suo cadavere sui binari della ferrovia insieme ad una carica esplosiva, in modo tale da far credere che fosse rimasto ucciso mentre stava progettando un attentato oppure che si fosse suicidato. La stampa e le forze dell'ordine inizialmente sostennero queste ipotesi; oltretutto il delitto passò inizialmente inosservato in quanto, qualche ora più tardi, a Roma venne ritrovato il corpo del politico Aldo Moro, ucciso dalle Brigate Rosse. Fin da subito Felicia ruppe pubblicamente i rapporti con i parenti legati alla criminalità e, con l'aiuto del figlio Giovanni e della nuora, anch'essa di nome Felicia, consapevole delle reali circostanze in cui era morto il figlio, iniziò a rendersi protagonista di un'attività continua e costante finalizzata a fare in modo che la giustizia scoprisse la verità e punisse i responsabili; Badalamenti verrà riconosciuto come colpevole dell'uccisione di Peppino e condannato soltanto nel 2002. 
Dopo aver ottenuto giustizia per il figlio, Felicia raccontò la sua vita nel libro La mafia in casa mia.
Morì nella sua città d'origine il 7 dicembre 2004, all'età di 88 anni.
In seguito alla scomparsa, la sua abitazione fu rinominata "Casa memoria Felicia e Peppino Impastato".

## Film dedicati a Felicia Impastato
A lei è stato dedicato il film TV Felicia Impastato, andato in onda in prima serata su Rai 1 il 10 maggio 2016, in cui Felicia Impastato è impersonata da Lunetta Savino.
Appare come personaggio anche nel film I cento passi del 2000, incentrato sulla vicenda del figlio Peppino, in cui è interpretata da Lucia Sardo.

## Riconoscimenti
Dal 2016 è onorata come Giusta al Giardino dei Giusti di tutto il mondo di Milano.